# Markgraf

Rangkrone eines französischen Marquis

Markgraf (lateinisch marchio oder marchisus) bezeichnete vom 8. bis zum Ende des 11. Jahrhunderts vorrangig eine nicht näher definierte Führungsrolle eines Adligen im Grenzraum, der Mark, des Reiches. Danach löste sich der Titel von seinem ursprünglichen Bezug zur Grenze und wies den Träger als Inhaber eines bestimmten Ranges innerhalb der Gruppe der Reichsfürsten aus. Der Titel des Markgrafen bezeichnete kein bestimmtes Amt. Amtstitel des Grafen im Grenzgebiet blieb die allgemeine Bezeichnung als Graf (comes). Die ältere Forschung ging dagegen davon aus, bei einem Markgrafen habe es sich um einen königlichen oder kaiserlichen Amtsträger mit militärischen Befugnissen im Grenzgebiet gehandelt. Dieser überholten Vorstellung lag die Annahme eines ausgewogenen Systems staatlicher Verwaltung mit klaren Hierarchien und ebenso klaren Zuständigkeiten innerhalb eines auf den König ausgerichteten Apparates von Amtsträgern zu Grunde.
Im Heiligen Römischen Reich waren die Markgrafen dem Reichsfürstenstand angehörig und somit den Herzögen faktisch gleichgestellt. Die Anrede der Markgrafen war (Königliche) Hoheit.

## Die Markgrafen des Frühmittelalters

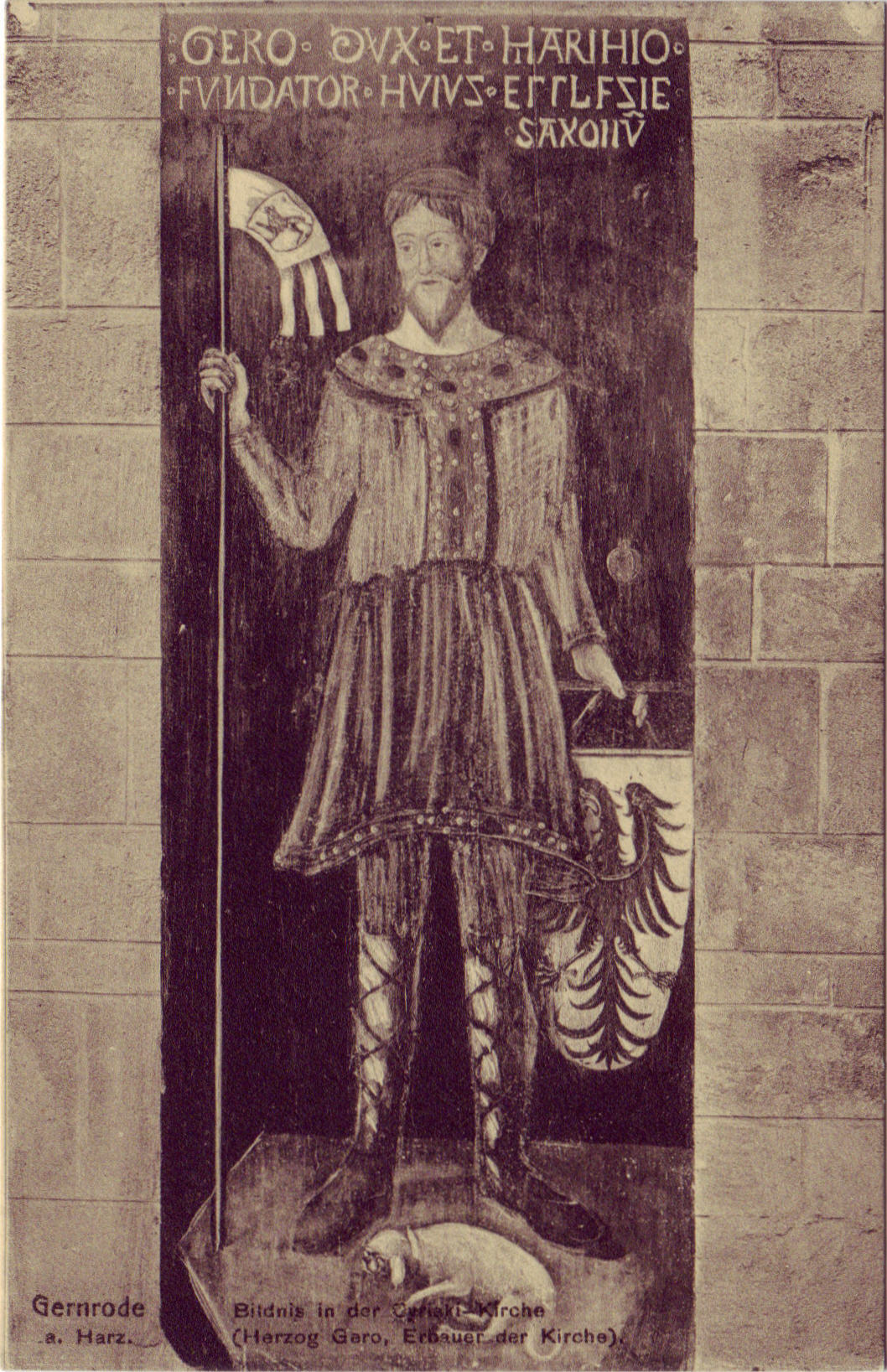
Bild von Markgraf Gero, für den der Markgrafentitel als Ehrenvorrang wieder eingeführt wurde.

Der Titel des Markgrafen wird in den Quellen erstmals unter Karl dem Großen um 800 fassbar und von seinen Nachfolgern lange Zeit beibehalten.
Zur Erfüllung ihrer risikoreichen Aufgabe erhielten die Markgrafen Grenzgebiete vom König bzw. Kaiser direkt als Lehen. Die Markgrafen hatten gegenüber den normalen Grafen besondere Befugnisse. So hatten sie den Heerbann und die Hohe Gerichtsbarkeit inne. Weiterhin konnten sie Befestigungen anordnen und erhielten dafür eine größere Anzahl an fränkischen Vasallen zu ihrer Unterstützung zugewiesen. Diese Vollmachten gaben ihnen als Befehlshaber wichtiger Grenzmarken eine starke Selbstständigkeit und Gewalt, die annähernd jener der Stammesherzöge gleichkam. Wehrhafte Bauern wurden im ganzen Frankenreich zur Ansiedlung in den Marken angeworben, sodass die Markgrafen mancherorts beträchtliche Heere (den Heerbann) selbst aufbieten konnten. Die Markgrafen übten die Hohe Gerichtsbarkeit aus, ohne dass diese ihnen erst durch den König übertragen werden musste (d. h. ohne Königsbann).
Die Markgrafen wurden in der frühen Zeit vom Kaiser durch besondere Sendboten (Königsboten) kontrolliert.

## Weitere Entwicklung des Amtes

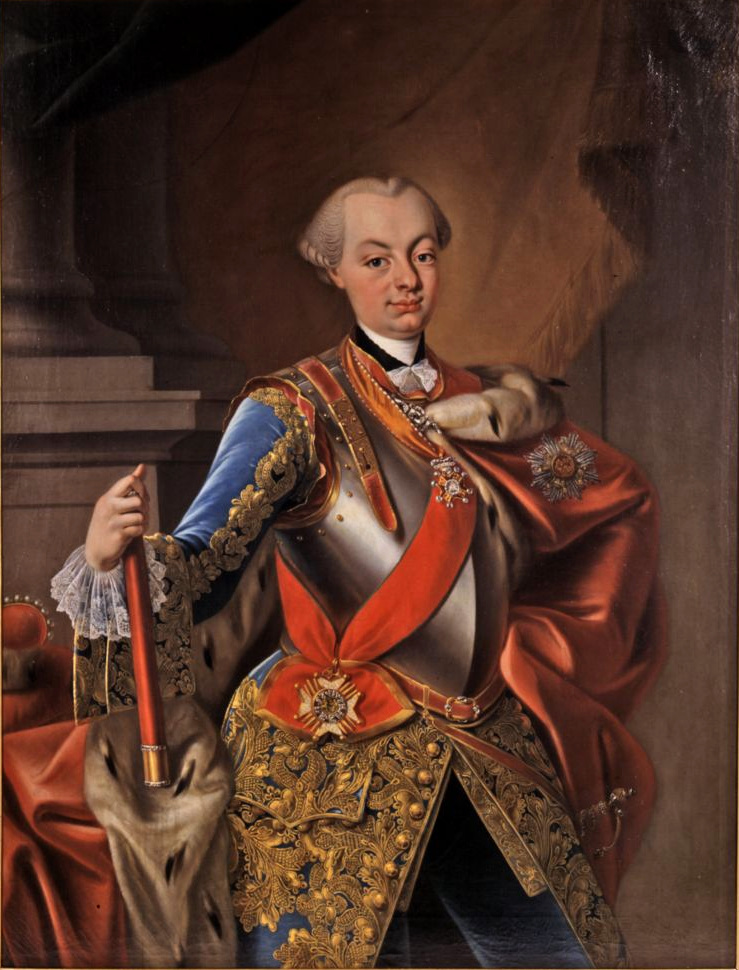
Markgraf Karl Friedrich von Baden

Zahlreiche Markgrafen, die ursprünglich aus dem niederen Adel oder Ritterstand stammten, konnten sich in den Marken eine mächtige Position aufbauen, die später für machtpolitischen Einfluss innerhalb des Reiches genutzt wurde. Dementsprechend stammen einige spätere Königshäuser von Markgrafen ab, so beispielsweise
- die Wettiner als Inhaber der Mark Meißen
- die Hohenzollern als Inhaber der Mark Brandenburg

Vom 12. Jahrhundert an wurden die meisten Markgrafschaften in sogenannte Reichsfürstentümer umgewandelt. Der Titel eines Markgrafen war also dem eines Fürsten nicht nur gleichgestellt, er war auf Grund seiner alten Wurzeln oftmals mit wesentlich mehr Ansehen unter den Großen des Reiches verbunden – ähnlich dem Titel eines Landgrafen, mit dem er ebenfalls gleichgestellt war. Der Markgraf von Brandenburg erhielt mit der Goldenen Bulle von 1356 kurfürstliche Rechte – die mit dem Reichsdeputationshauptschluss von 1803 ebenfalls dem Markgrafen von Baden zuerkannt wurden.
Im deutschen Sprachraum blieb der Titel des Markgrafen regierenden Fürsten und auf Grund vergangener Belehnungen zu gesamter Hand sowie Haus- und Erbgesetzen deren nichtregierenden Verwandten vorbehalten. Der österreichische Kaiser führte bis 1918 auch den Titel eines Markgrafen von Mähren.
Nach dem Sturz der deutschen Monarchien 1918 gingen die späteren Oberhäupter des königlichen Hauses Sachsen und des großherzoglichen Hauses Baden aus Traditionsgründen dazu über, wieder den Namen eines Markgrafen von Meißen bzw. eines Markgrafen von Baden zu führen.

## Markgraf(en)tum

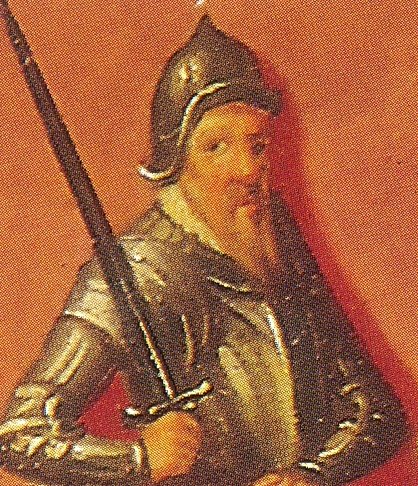
Friedrich I. von Brandenburg, Markgraf von Brandenburg-Ansbach und von Brandenburg-Kulmbach sowie Burggraf von Nürnberg

Nachdem König Sigismund 1415 die Mark Brandenburg an den hohenzollernschen Burggrafen Friedrich VI. (nachmalig als Friedrich I. Markgraf von Brandenburg) übertragen hatte, führten die Hohenzollern auch den Titel Markgrafen von Brandenburg in ihrem Namen. Später verwendeten sie den Titel Markgraf auch in ihren beiden fränkischen Fürstentümern Brandenburg-Ansbach und Brandenburg-Kulmbach/-Bayreuth, die allerdings – anders als die Mark Brandenburg – keinesfalls Markgrafschaften waren (es handelte sich nicht um Grenzgebiete – sie lagen im Zentrum des alten Reiches). Um den prestigeträchtigen Titel Markgraf dennoch auf ihre fränkischen Gebiete übertragen zu können, verwendeten die Hohenzollern deshalb das (rechtlich durchaus fragwürdige) Wortkonstrukt Markgraftum oder Markgrafentum.

## Markgrafschaften seit Karl dem Großen
- Markgrafschaft Baden
- Markgrafschaft Bergen op Zoom
- Mark der Billunger
- Markgrafschaft Brandenburg
- Markgrafschaft Burgau
- Markgrafschaft Jülich (1355), später Herzogtum genannt
- Dänische Mark
- Markgrafschaft Friesland
- Markgrafschaft Ename
- Markgrafschaft Antwerpen
- Markgrafschaft Valenciennes
- Markgrafschaft Meißen
- Mark Merseburg
- Mark Zeitz
- Markgrafschaft Landsberg
- Markgrafschaft Mähren
- Markgraftum Oberlausitz
- Markgrafschaft Lausitz
- Sächsische Ostmark
- Awarenmark, Marchia orientalis, Ostarrîchi (ab 1156 Herzogtum Österreich)
  - Ungarische Mark
  - Böhmische Mark
- Markgrafschaft auf dem Nordgau
- Mark an der Mur, obere Karantanermark, Steiermark
  - Mark Pitten
- Mark hinter dem Drauwald, Mark Pettau, untere Karantanermark
- Mark Krain
- Mark an der Sann
- Windische Mark
  - Weiße Mark
- Mark Istrien
- Mark Friaul
- Markgrafschaft Verona
- Bretonische Mark
- Spanische Mark
- Markgrafschaft Saluzzo
- Markgrafschaft Ivrea
- Markgrafschaft Turin
- Markgrafschaft Montferrat
- Nordmark

## Berühmte Markgrafen

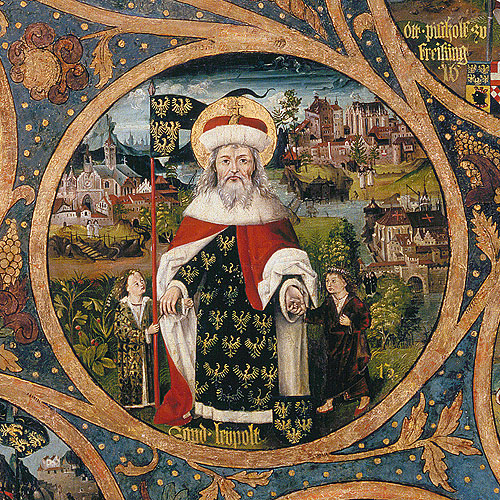
Markgraf Leopold III. von Österreich, der Heilige, vor Klosterneuburg. Babenberger-Stammbaum, um 1490, Stift Klosterneuburg

- Rüdiger von Bechelaren, Gêre und Ekkewart (literarische Markgrafen im Nibelungenlied)
- Roland, Graf der bretonischen Mark im Frankenreich
- Gero, Herr der sächsischen Ostmark
- Mathilde von Canossa, die Markgräfin der Toskana und Herzogin von Spoleto residierte auf der Burg Canossa
- Leopold III. von Österreich, auch der Heilige genannt
- Ludwig von Baden-Baden, auch Türkenlouis genannt
- Albrecht Alcibiades von Brandenburg-Kulmbach
- Friedrich von Brandenburg-Bayreuth

## Titel in anderen Ländern
Dieser fränkische Titel wurde auch nach dem Zerfall des Frankenreiches in zahlreichen Ländern Europas weiterhin genutzt und in weitere Länder exportiert. So wurde der Titel Markgraf außerhalb des Deutschen Reichs in zahlreichen romanischen Ländern Europas sowie im von normannisch-französischer Tradition beeinflussten England auch als bloßer Adelstitel ohne Herrschaftsfunktion vergeben.
Deutsche Markgrafen werden in Frankreich nicht Marquis genannt, sondern (wie auch im Englischen und Spanischen) Margrave.

### Britische Inseln

Rangkrone eines britischen Marquess

Im Vereinigten Königreich ist der Marquess seit 1385 der zweithöchste Rang, nach dem eines Duke und noch vor dem eines Earls, der in der britischen Peerage vergeben werden kann. Der erste derartige Titel war 1385 der eines Marquess of Dublin für Robert de Vere, 9. Earl of Oxford, der bereits 1386 wieder eingezogen wurde. Der zweite und dritte waren 1397 der Marquess of Dorset und Marquess of Somerset für John Beaufort, 1. Earl of Somerset, der ebenfalls kurze Zeit später (1399) wieder eingezogen wurde. Der Titel wurde erst 1442 von Heinrich VI. wieder aufgegriffen und hielt fortan als Titel in allen britischen Peerages Einzug. Marquesstitel sind grundsätzlich ausschließlich in agnatischer Primogenitur erblich.
Insgesamt wurden in der Geschichte der britischen Inseln 135 Marquesstitel geschaffen, davon 33 in der Peerage of England, 23 in der Peerage of Scotland, 24 in der Peerage of Ireland, 22 in der Peerage of Great Britain und 33 in der Peerage of the United Kingdom. Die bislang letzte Verleihung eines Marquess-Titels war die des Marquess of Willingdon 1936.
Heute existieren insgesamt noch 36 Verleihungen, davon sechs in der Peerage of England, 13 in der Peerage of Scotland, zehn in der Peerage of Ireland, acht in der Peerage of Great Britain und 18 in der Peerage of the United Kingdom. Der älteste noch existierende Marquess-Titel ist der des Marquess of Winchester (Peerage of England, 1585), der jüngste ist der des Marquess of Reading (Peerage of the United Kingdom, 1926).

### Frankreich

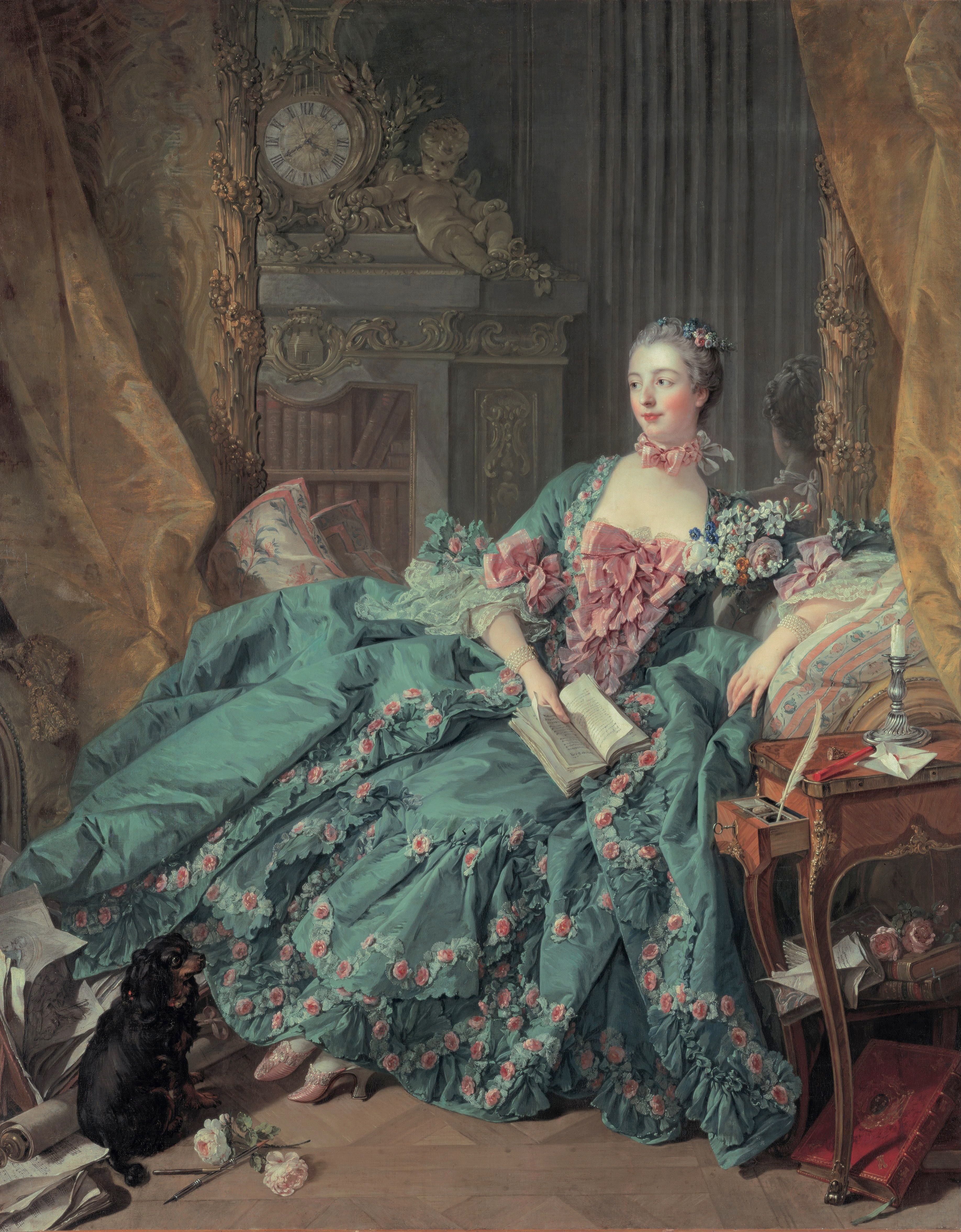
Jeanne-Antoinette Poisson, Marquise de Pompadour, Dame Le Normant d’Étiolles und Duchesse de Menars, gemalt durch François Boucher, 1756

Die französische Bezeichnung für französische Markgrafen ist Marquis (feminin Marquise). Der Marquis wurde vom König ernannt und verwaltete im Mittelalter eine Mark, ein Grenzgebiet. Prinzipiell stand der Marquis im Rang höher als der Comte (Graf), weil er weitergehende Rechte als dieser besaß. Marquis war nicht nur ein Adelstitel, sondern auch ein titre de fonction, ein Titel, der eine Funktion bezeichnete. Der Marquis durfte ohne eine Order des Königs dessen Armeen befehligen, um im Ernstfall schnell die Grenzen verteidigen zu können. Der Marquis stand im Rang unter dem Duc (Herzog), der im Mittelalter sein Herzogtum als Fürstentum weitgehend autonom verwalten konnte. Der Titel wurde gültig, wenn sich der Marquis beim Parlement registrieren ließ. Militärisch war er zudem der Überwacher von Märschen und der öffentlichen Ordnung. Die von ihm befehligte Einheit hieß Maréchaussée und war eine Art von Polizeitruppe.
Schon als Hugo Capet (940–996) König wurde, war der Titel Marquis erblich, d. h. nicht jeder Träger dieses Titels erfüllte die oben genannte Funktion. Es kam vor, dass sich ein Seigneur selbst zum Marquis ernannte und den Titel nicht registrieren ließ. Der Grundbesitz des Marquis war deshalb nicht mehr unbedingt eine Mark und wurde auch Marquisat genannt. Eine weitere Folge dieser feudalen Eigenmächtigkeiten war, dass die Reihenfolge der Ränge strittig wurde. Wie „adlig“ ein bestimmter Marquis oder Comte war, wurde nicht mehr nur nach seinem Titel beurteilt, sondern auch danach, wie viel Land er in Besitz hatte und wie lange seine Familie schon über einen Adelstitel verfügte. Das System wurde ab dem 13. Jahrhundert noch komplexer, als Marquis, Comte und Duc zugleich Pair von Frankreich sein konnten, was sie über den Rang eines „normalen“ Duc erhob.
Ludwig XIV. (1638–1715) und Ludwig XV. (1710–1774) machten es sich zur Gewohnheit, ihre jeweilige Mätresse in den Rang einer Marquise zu erheben. Die berühmteste unter ihnen ist die Marquise de Pompadour.
Ludwig XIV. versuchte allerdings, anderweitig der Flut nichtregistrierter Adeliger Herr zu werden. 1663 und 1699 wurden Gesetze erlassen, die es vorschrieben, einen Adelstitel registrieren zu lassen oder nachzuweisen, dass der jeweilige Adelstitel der Familie schon über hundert Jahre lang gehörte.
1790 wurde im Zuge der Französischen Revolution (1789–1799) per Dekret die Vererbbarkeit der Adelstitel abgeschafft.

Französische Adelsränge

Napoleon Bonaparte (1769–1821) machte die Gesetze der Französischen Revolution bezüglich des Adels rückgängig und legte die Reihenfolge der Adelsränge gesetzlich fest. Er bestimmte, dass der Sohn eines Ducs, der zugleich Pair von Frankreich war, automatisch den Titel Marquis führen durfte, während der Sohn eines Marquis, der zugleich Pair von Frankreich war, automatisch den Titel Comte führen durfte. Mit Zustimmung Napoleons konnte der Titel des Vaters auf den Sohn vererbt werden. Die Abfolge der Ränge untereinander wurde ansonsten wie oben beschrieben festgelegt, der Marquis folgte dem Duc, der Comte folgte dem Marquis.
Im 18. und 19. Jahrhundert wurden ausländische Adlige generell als Marquis bezeichnet. Dieser Brauch setzte sich zeitweise auch in Österreich und Deutschland durch. Beispiele dafür sind in der Politik Sebastião José de Carvalho e Melo, Marquês de Pombal (Portugal, 18. Jahrhundert) und der Marquis von Salisbury (Großbritannien, 19. Jahrhundert) sowie die literarischen Figuren des Marquis von Posa in Schillers Don Carlos, Frank Wedekinds Marquis von Keith und Heinrich von Kleists Marquise von O.
Trotz der Regulierung der Adelstitel durch Napoleon Bonaparte gab es 1919 noch sieben verschiedene anerkannte Arten des Marquis:
1. Der Titel des Marquis konnte durch Primogenitur (Erstgeburtsrecht) erworben sein, wenn die Familie des Marquis den Titel bis in das Jahr 1789 ordnungsgemäß führte, er in männlicher Linie vererbt wurde und die Familie noch im Besitz des zum Titel gehörenden Marquisats war.
2. Ein Marquis musste nicht unbedingt Landbesitz haben, wenn er einen entsprechenden Patentbrief (lettre patent) vorweisen konnte.
3. Auch durch übertragbare Patentbriefe konnte man Marquis werden.
4. Ausländische Titel konnten durch einen Patentbrief für Frankreich autorisiert werden.
5. Autorisierte ausländische Titel waren durch Primogenitur vererbbar und mussten nicht erneut autorisiert werden.
6. Wenn jemand durch Honneurs de la Cour (Ehren des Hofes) den Titel Marquis bekommen hatte, dann war der Titel eigentlich nicht erblich, trotzdem wurde er anerkannt. Um die Honneurs de la Cour zu erhalten, musste man beweisen, dass die Familie seit dem 15. Jahrhundert dem Hof gedient hatte, ohne jemals in den Adelsstand erhoben worden zu sein.
7. Die oben erwähnten Söhne von Ducs trugen den Titel Marquis.[5]

### Italien

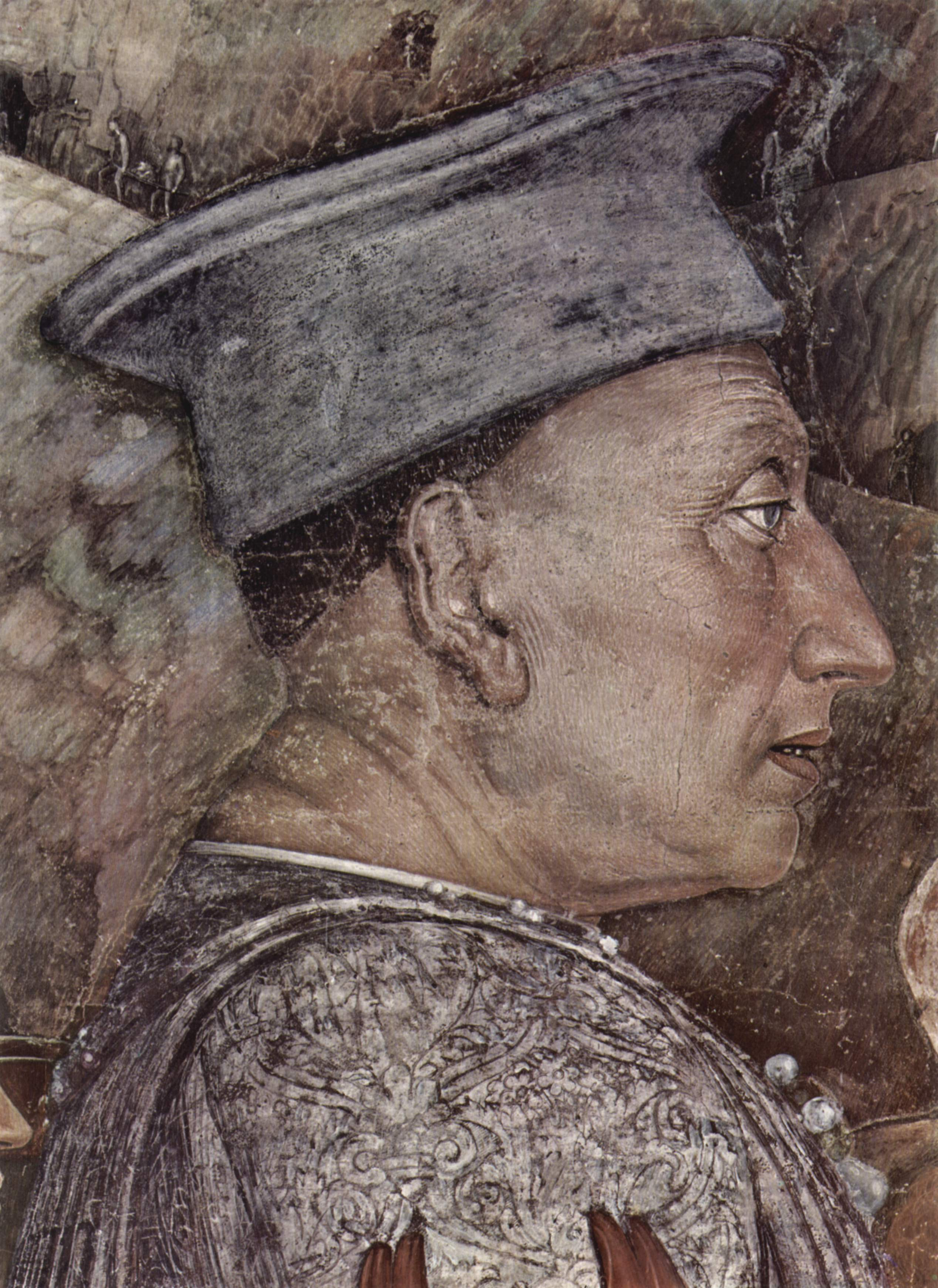
Luigi Gonzaga, Markgraf von Mantua, aus einem Fresko von Andrea Mantegna

Die Entwicklung des Markgrafentitels (Marchese) in Italien ist vollkommen anders. Die ersten Markgrafschaften entstanden wie im Westfränkischen Reich im 9. Jahrhundert wohl als Gegenstück zu den langobardischen Herzogtümern: Friaul, Tuszien, Spoleto (zusätzlich zu seinem Herzogstitel) und Ivrea und waren die Gebiete, aus denen dann in der Regel die italienischen Könige kamen: Berengar von Friaul, Guido von Spoleto, Berengar von Ivrea. Eine gegen die Sarazenen gerichtete Regionalreform Berengars II. teilte von Ivrea weitere Markgrafschaften ab: die Markgrafschaft Turin, die Markgrafschaft Ostligurien und die Markgrafschaft Westligurien. Die ihm fast gleichzeitig abgepresste Markgrafschaft Verona war der Stützpunkt des deutschen Kaisers südlich der Alpen.
Insbesondere bei den Familien der Obertenghi und der Aleramiden, Markgrafen von Ost- und Westligurien, wurde es bald üblich, dass jedes männliche Familienmitglied den Titel Markgraf trug und der ihm bei den häufigen Erbteilungen zugestandene Teil dann zu einer neuen Markgrafschaft wurde. Die bekanntesten sind bei den Obertenghi die Linien Este, Massa-Carrara, Parodi, Malaspina und Pallavicini, bei den Aleramiden die Montferrat und Saluzzo.

### Spanien und Portugal
Im Spanien und Portugal des 18. und 19. Jahrhunderts sanken der Marqués bzw. Marquês sogar zu einem Allerweltstitel ab, so dass es heute in Spanien – neben drei Fürstentiteln, die dem Kronprinzen bzw. der Kronprinzessin vorbehalten sind, und 153 (2005) Herzogstiteln – weit mehr Markgrafentitel (2005: 1349) als Grafen- (span. „Conde“, 2005: 923) oder Freiherrntitel (span. „Baron“) gibt.

### China
Der chinesische Titel des Hou wird im Hinblick auf das Rangsystem in der westlichen Übersetzung meist mit dem Markgrafen (marquis) gleichgesetzt.